# Noah Horchler
Noah Horchler (Melbourne, 1º gennaio 1998) è un cestista statunitense con cittadinanza britannica.